# 南島原市
南島原市（みなみしまばらし）は、長崎県の島原半島南部に位置する市。
歴史的価値のあるキリシタンにまつわる事や島原・天草一揆が起きた原城跡や1991年6月3日に発生した雲仙普賢岳噴火災害で被災した家屋が保存されている土石流被災家屋保存公園がある。

## 地理

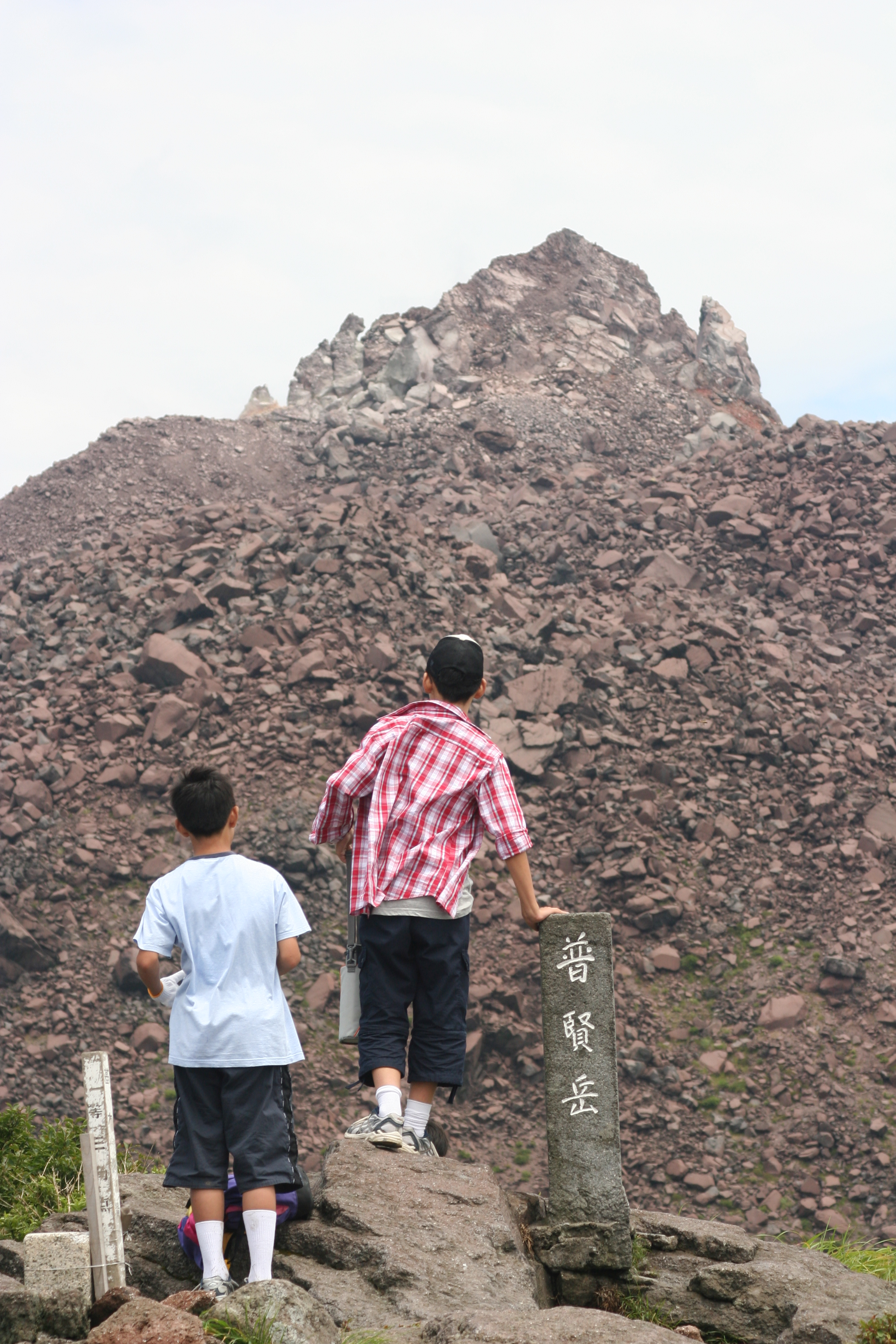
普賢岳

長崎市の南東約60km（陸路）、島原半島の南東部から南端部にあたる一帯の地域を市域とする。北西で雲仙市、北東で島原市と接する。島原半島の雲仙地溝帯の南側の地域を「南目」と呼ぶことがあるが、南島原市の市域はこの南目にあたる地域とほぼ一致する。
市域西部は天草灘、東部から南部は早崎瀬戸および有明海（島原湾）に面しており、この地域に集落が集中する。海岸沿いを国道251号が通り各集落を繋ぐ。市域北部は島原半島の中央部にあたり、雲仙岳の一角を構成する山地である。
- 山: 雲仙岳（仁田峠・野岳）、高岩山、鳳上岳、愛宕山、岩戸山
- 川: 有馬川、有家川、深江川、水無川

### 気候
| 口之津（1991年 - 2020年）の気候    | 口之津（1991年 - 2020年）の気候 | 口之津（1991年 - 2020年）の気候 | 口之津（1991年 - 2020年）の気候 | 口之津（1991年 - 2020年）の気候 | 口之津（1991年 - 2020年）の気候 | 口之津（1991年 - 2020年）の気候 | 口之津（1991年 - 2020年）の気候 | 口之津（1991年 - 2020年）の気候 | 口之津（1991年 - 2020年）の気候 | 口之津（1991年 - 2020年）の気候 | 口之津（1991年 - 2020年）の気候 | 口之津（1991年 - 2020年）の気候 | 口之津（1991年 - 2020年）の気候 |
| 月                                 | 1月                             | 2月                             | 3月                             | 4月                             | 5月                             | 6月                             | 7月                             | 8月                             | 9月                             | 10月                            | 11月                            | 12月                            | 年                              |
| ---------------------------------- | ------------------------------- | ------------------------------- | ------------------------------- | ------------------------------- | ------------------------------- | ------------------------------- | ------------------------------- | ------------------------------- | ------------------------------- | ------------------------------- | ------------------------------- | ------------------------------- | ------------------------------- |
| 最高気温記録 °C （°F）             | 21.0 (69.8)                     | 21.8 (71.2)                     | 24.7 (76.5)                     | 28.2 (82.8)                     | 31.4 (88.5)                     | 36.9 (98.4)                     | 37.5 (99.5)                     | 38.8 (101.8)                    | 37.8 (100)                      | 32.8 (91)                       | 28.2 (82.8)                     | 24.4 (75.9)                     | 38.8 (101.8)                    |
| 平均最高気温 °C （°F）             | 10.9 (51.6)                     | 12.2 (54)                       | 15.5 (59.9)                     | 20.1 (68.2)                     | 24.2 (75.6)                     | 26.9 (80.4)                     | 30.7 (87.3)                     | 32.3 (90.1)                     | 29.3 (84.7)                     | 24.5 (76.1)                     | 18.8 (65.8)                     | 13.3 (55.9)                     | 21.6 (70.9)                     |
| 日平均気温 °C （°F）               | 7.2 (45)                        | 8.0 (46.4)                      | 11.1 (52)                       | 15.4 (59.7)                     | 19.5 (67.1)                     | 22.9 (73.2)                     | 26.8 (80.2)                     | 27.9 (82.2)                     | 24.9 (76.8)                     | 19.8 (67.6)                     | 14.4 (57.9)                     | 9.3 (48.7)                      | 17.3 (63.1)                     |
| 平均最低気温 °C （°F）             | 3.2 (37.8)                      | 3.7 (38.7)                      | 6.6 (43.9)                      | 10.9 (51.6)                     | 15.4 (59.7)                     | 19.8 (67.6)                     | 23.9 (75)                       | 24.6 (76.3)                     | 21.3 (70.3)                     | 15.7 (60.3)                     | 10.3 (50.5)                     | 5.2 (41.4)                      | 13.4 (56.1)                     |
| 最低気温記録 °C （°F）             | −6.2 (20.8)                     | −5.2 (22.6)                     | −3.1 (26.4)                     | 0.6 (33.1)                      | 7.8 (46)                        | 12.1 (53.8)                     | 17.4 (63.3)                     | 18.5 (65.3)                     | 11.8 (53.2)                     | 5.1 (41.2)                      | 0.7 (33.3)                      | −3.0 (26.6)                     | −6.2 (20.8)                     |
| 降水量 mm （inch）                 | 60.9 (2.398)                    | 79.0 (3.11)                     | 114.8 (4.52)                    | 132.6 (5.22)                    | 151.6 (5.969)                   | 366.9 (14.445)                  | 304.6 (11.992)                  | 180.7 (7.114)                   | 175.1 (6.894)                   | 88.8 (3.496)                    | 89.6 (3.528)                    | 69.3 (2.728)                    | 1,813.9 (71.413)                |
| 平均降水日数 （≥1.0 mm）           | 7.7                             | 8.4                             | 10.3                            | 9.7                             | 9.1                             | 14.0                            | 10.4                            | 9.1                             | 9.1                             | 6.7                             | 8.4                             | 7.8                             | 110.7                           |
| 平均月間日照時間                   | 133.4                           | 147.8                           | 178.9                           | 191.5                           | 199.4                           | 134.5                           | 195.2                           | 232.7                           | 188.9                           | 194.2                           | 157.7                           | 142.5                           | 2,099.6                         |
| 出典1：Japan Meteorological Agency |                                 |                                 |                                 |                                 |                                 |                                 |                                 |                                 |                                 |                                 |                                 |                                 |                                 |
| 出典2：気象庁                      |                                 |                                 |                                 |                                 |                                 |                                 |                                 |                                 |                                 |                                 |                                 |                                 |                                 |

## 地域

### 人口
| |                                          |  |
| 南島原市と全国の年齢別人口分布（2005年） | 南島原市の年齢・男女別人口分布（2005年） |  |
| ■紫色 ― 南島原市 ■緑色 ― 日本全国 | ■青色 ― 男性 ■赤色 ― 女性                |  |
| 南島原市（に相当する地域）の人口の推移 \| 1970年（昭和45年） \| 69,861人 \| \| \| 1975年（昭和50年） \| 67,759人 \| \| \| 1980年（昭和55年） \| 66,556人 \| \| \| 1985年（昭和60年） \| 65,575人 \| \| \| 1990年（平成2年） \| 62,828人 \| \| \| 1995年（平成7年） \| 58,898人 \| \| \| 2000年（平成12年） \| 57,045人 \| \| \| 2005年（平成17年） \| 54,045人 \| \| \| 2010年（平成22年） \| 50,363人 \| \| \| 2015年（平成27年） \| 46,535人 \| \| \| 2020年（令和2年） \| 42,330人 \| \| |                                          |  |
| 総務省統計局 国勢調査より |                                          |  |
| 1970年（昭和45年） | 69,861人                                 |  |
| 1975年（昭和50年） | 67,759人                                 |  |
| 1980年（昭和55年） | 66,556人                                 |  |
| 1985年（昭和60年） | 65,575人                                 |  |
| 1990年（平成2年） | 62,828人                                 |  |
| 1995年（平成7年） | 58,898人                                 |  |
| 2000年（平成12年） | 57,045人                                 |  |
| 2005年（平成17年） | 54,045人                                 |  |
| 2010年（平成22年） | 50,363人                                 |  |
| 2015年（平成27年） | 46,535人                                 |  |
| 2020年（令和2年） | 42,330人                                 |  |

### 地名
南島原市の地名は□□町○○のように合併前の町名を冠した後に字名が付く。
各町の地名の末尾に付する名は「みょう」と読む。なお、有家町と西有家町を除く地域においては名の名称を十干に置き換えて地名を表記する。
旧深江町（ふかえちょう）
深江町+十干で表記する。
- 深江町甲 / 古江名

行政区: 出ノ川、中江、末宝、内野、梶木
- 深江町乙 / 田中名

行政区: 田中山、兵五郎、板首、畦津、馬場団地
- 深江町丙 / 馬場名

行政区: 立横馬場、川原、八立、本町、上町、折口、須ノ崎、川端、天ノ木、中島
- 深江町丁 / 諏訪名

行政区: 船川、下市場、上市場、大木、芝所、松山、中原、下瀬野、中瀬野、上瀬野、柴原、眉山荘、川原端、若葉台
- 深江町戊 / 大野木場名

行政区: 下大野木場、大野台、中大野木場、上大野木場、新大野木場、大野木場団地
旧布津町（ふつちょう）
布津町+十干で表記する。
- 布津町甲 / 貝崎名

行政区: 野田第1～4、丸山、寺田、貝崎第1～2、貝崎浜第1～2
- 布津町乙 / 大崎名

行政区: 尾篠、中通第1～2、湯田第1～2、大崎、植松、新田、三本松、あけぼの荘、ケアハウスあけぼの
- 布津町丙 / 坂下名

行政区: 蔭平、木場、向木場、八重坂、柳、天ヶ瀬第1～2、坂下、飯野、潮入崎、高塩第1～2、平之坂、積徳苑
旧有家町（ありえちょう）
有家町+名の名称で表記する。
有家町では堂崎村との合併後に十干表記を廃止して本来の名の名称を表示し、さらに末尾「名」の文字を削除している。
- 有家町中須川（有家町 - 甲 / 中須川名）

行政区: 堤、下町、中須川、中須川浜
- 有家町小川（有家町 - 乙 / 小川名）[4]

行政区: 榎田釘崎、西浜、東浜、清水、平野
- 有家町久保（有家町 - 丙 / 久保名）

行政区: 上町、久保、隈田、桜町、田町
- 有家町山川（有家町 - 丁 / 山川名）

行政区: 西池田、有田、島田、寺之前、碇・尾首(碇地区)、堀之内、蓮輪、力野、山川、銭谷、桜馬場
- 有家町尾上（有家町 - 戊 / 尾上名）

行政区: 長田、堀切、下湯河内、中湯河内、上湯河内、広野、上新切、下新切、向中山、東中山、上中山、下中山、下中山第1、上尾上、下尾上、有宝荘
- 有家町蒲河（有家町 - 己 / 蒲河名）[5]

行政区: 今城、田中、白崎、前田、下鬼塚、上鬼塚、蛇田、楢山、蒲河浜、碇・尾首(尾首地区)
- 有家町石田（堂崎村 - 甲 / 石田名）

行政区: 丸尾、境目、東池田、塩屋、太郎崎、新切、古城、石田、上石田、柳原、新切団地、上藤原(一部)
- 有家町大苑（堂崎村 - 乙 / 大苑名）

行政区: 身延、高砂、貝森、浜下、浜小路、浜上、陣之内、大苑、上藤原(一部)
- 有家町原尾（堂崎村 - 丙 / 原尾名）

行政区: 堂山、大平、下原尾、上原尾、高原、久保田、下六郎木、上六郎木、東谷、下藤原、上藤原(一部)、三又、木場、堂山団地
旧西有家町（にしありえちょう）

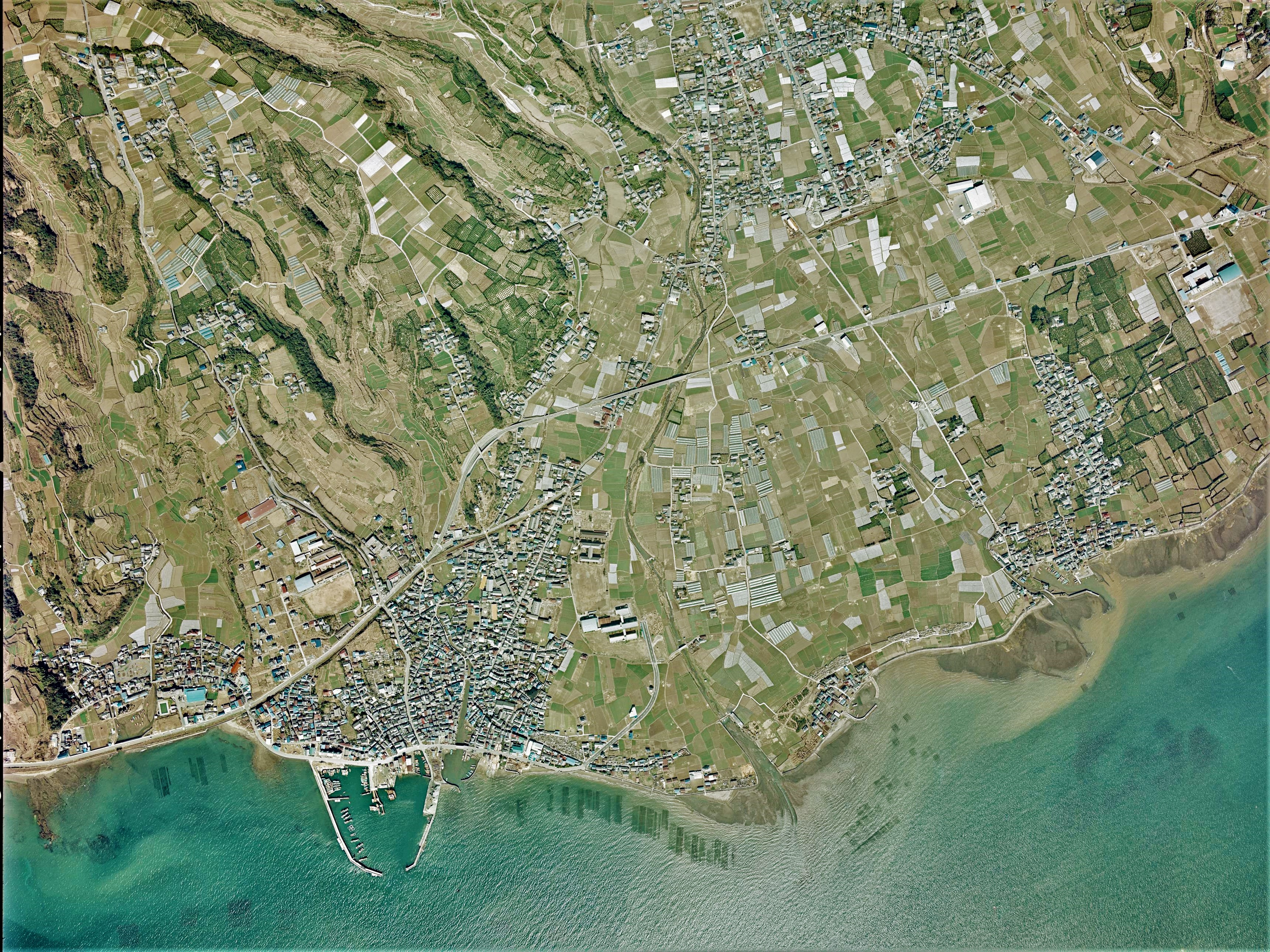
市役所が所在する旧西有家町中心部周辺の空中写真。
1975年2月26日撮影。。

西有家町+名の名称で表記する。
西有家町では1969年末まで十干表記を採用していたが、1970年よりこの表記を廃止して本来の名の名称を表示し、さらに末尾「名」の文字を削除している。
- 西有家町竜石（甲 / 竜石名）[6]

行政区: 西浜、東浜、本龍石、舟落、中竹、岩下、竹ノ林、向竹、打越、山ノ神、下堀戸、堀戸、加倉、丸島、井龍、竹ノ谷、田中、下田中、上田中、西ノ浦、上西ノ浦、坂
- 西有家町須川（乙 / 須川名）

行政区: 永無田、引無田、灘、下八田、上八田、舟津、本町、西向、中向、東向、本新町、中新町、上新町、志斗、飛町、貝廻、五反田、宮ノ下、下原、上原、橋無田、新港町
- 西有家町里坊（丙 / 里坊名）

行政区: 下里、法恩寺、上里、尾崎、川原、小迫
- 西有家町長野（丁 / 長野名）

行政区: 中尾、馬渡瀬、西、向鍋川内、鍋川内、高貝野、砥石川、塔ノ坂、落ノ上、木場、水分、大久保、上東、中出、嶺小屋、松平
- 西有家町慈恩寺（戊 / 慈恩寺名）

行政区: 岸田、椎山、城平、中木場、蜂久保、上木場、下観音寺、上観音寺、休場、丸尾
- 西有家町見岳（己 / 見岳名）

行政区: 茸山、大払、上見岳、下見岳、赤仁田、堂原、柿久保、当田
旧北有馬町（きたありまちょう）
北有馬町+十干で表記する。
- 北有馬町甲 / 折木名

行政区: 平山、坂山、奥野、折木、小谷、路木、割石原
- 北有馬町乙 / 坂上下名

行政区: 坂下、元平、田中、前谷、後谷、原山、釘山
- 北有馬町丙 / 西正寺名

行政区: 八石、八反間、大丸、大谷、山の神、西正寺、矢次、灰木、中村、下湯、清水
- 北有馬町丁 / 今福名

行政区: 今福、轟川、鳥渕、辻、沢野、高峯、面無、堀切、山岳、横道
- 北有馬町戊 / 谷川名

行政区: 矢櫃、西田平、橋口、日野江町、本町、三尺町、上浦口、下浦口、谷川
- 北有馬町己 / 田平名

行政区: 田平、春日、東橋口、金蔵寺、北谷、面広、郷屋、出口、下内中尾、上内中尾、城見台
旧南有馬町（みなみありまちょう）
南有馬町+十干で表記する。
- 南有馬町甲 / 吉川名

行政区: 夏吉、山洞、菖蒲田、向小屋、堤ノ上、下方、中谷、崎町、上揚、矢竹
- 南有馬町乙 / 大江名

行政区: 露田、砂原、大江上町、大江中町、大江下町、田町、東川向、西川向、築山、東築山、西築山、新築山
- 南有馬町丙 / 白木野名

行政区: 下宮野木場、上宮野木場、井手清水、幕掛、上原、下中谷、上中谷、原河、大久保、下坊目木、上坊目木、大河内
- 南有馬町丁 / 浦田名

行政区: 駒崎、浦田下町、浦田中町、町口、岡
- 南有馬町戊 / 北岡名

行政区: 浜津、北岡小路、南、法花寺、高瀬木場
- 南有馬町己 / 古園名

行政区: 古園小路、瓦焼、町、轟河、大峯、荒尾、樋掛、清谷、梅谷、路木、柳谷
轟河(とろつご)は有馬川を隔てて北有馬町としか交通しておらず、事実上の飛地となっている。このため、かつて北有馬郵便局が集配を担当していた名残で、「南有馬町己(古園轟河)」として別の郵便番号が振られている。
旧口之津町（くちのつちょう）
口之津町+十干で表記する。
- 口之津町甲 / 町名（まちみょう）

行政区: 久木山西、久木山東、東方、栄町、八坂町、仲町、西大泊、東大泊、南大泊、白浜
- 口之津町乙 / 早崎名

行政区: 加美、浜、野向
- 口之津町丙 / 西大屋名

行政区: 唐人町、真米、小利、三軒屋
- 口之津町丁 / 東大屋名

行政区: 貝瀬、木之崎、榎田、港町、前方、東、角屋、中尾
旧加津佐町（かづさまち）
加津佐町+十干で表記する。
「加津佐町」の読みについて、南島原市発足後に「かづさちょう」に変更された。
- 加津佐町甲 / 津波見名（つばみ）

行政区: 八石、里、山内、西平、権田、八雲寮
- 加津佐町乙 / 野田名

行政区: 西串、東串、小松、花房、西越崎、路木、東越崎、辻、上里、旭団地、下里、泉が丘、本岩戸、あかつき学園
- 加津佐町丙 / 下宮原名

行政区: 酢ノ木、町原、道原、樫山、北ケ峰、緑ケ丘荘
- 加津佐町丁 / 上宮原名

行政区: 内野、立木、伊場、栄原、出水、崎谷
- 加津佐町戊 / 六反田名

行政区: 上登龍、後登龍、山口、鍛冶屋敷、蓮岳、六田
- 加津佐町己 / 水下津名（すいげつ、水月名とも）

行政区: 岩戸町、堀川町、東岩戸町、東上町、西上町、入船町、大和町、愛宕町、本仲町、本町、汐見町、東下方、浜町、西浜町、今浜町、東浜町、西宮町、宮ノ町、東宮町、女島町、境町、八ノ久保、大乗苑

## 歴史

### 中世・近世
1496年（明応5年）、有馬貴純が現在の市域南側の位置に原城を築城し、以後、戦国時代から江戸時代初期にかけて、有馬氏が現在の市域にあたる区域を統治した。中でも有馬義貞とその子有馬晴信はキリシタン大名であり、彼ら2代の統治のもと、キリスト教信者が増加し、1580年（天正8年）にセミナリヨが開設され、多くのキリスト教文化、ひいてはヨーロッパ文化が流入した。一例としては、天正遣欧少年使節がグーテンベルク印刷機を持ち帰って印刷したキリシタン版と呼ばれる日本最初の活版印刷があげられる。
しかし晴信の子有馬直純の代になると、江戸幕府より禁教令がしかれたため、キリシタン大名であった直純も棄教し、逆にキリスト教を迫害した。1614年（慶長19年）に直純の願い出により有馬氏は転封、代わって松倉氏が入封し、松倉重政とその子松倉勝家により、キリシタンに対する弾圧をはじめとする圧政が行われる。
1637年（寛永14年）に島原の乱が勃発。一揆軍は一国一城令により放棄されていた原城跡に籠城し抵抗を行ったが、幕府軍に鎮圧された。現在の市域にあたる区域に居住していた住民のほとんどは乱後に処刑され、その後、松倉氏に代わって入封した高力忠房の復興政策により全国各地から新たな住民が入植したといわれる。

### 近現代
- 2009年（平成21年）8月7日 - 雲仙おろしのフェーン現象により市内全域が猛暑となり、40℃を超えた場所もあった[7]。
- 2014年（平成26年）5月20日 - 南島原市発注の工事を巡る官製談合防止法違反容疑などで藤原米幸市長と永門末彦副市長が長崎県警に逮捕される。

### 行政区域の変遷
- 1871年（明治4年）
  - 旧暦7月14日（8月29日） - 廃藩置県により、島原県の管轄となる。
  - 旧暦11月14日（12月25日） - 第1次府県統合により、長崎県の管轄となる。
- 1872年（明治5年） - 高来郡隈田村・有家町村・有田村が合併して有家村となる。
- 1878年（明治11年）10月28日 - 郡区町村編制法の長崎県での施行により、高来郡のうち現在の市域を含む島原半島34村の区域に行政区画としての南高来郡が発足。
- 1879年（明治12年） - 有家村が分割して西有家村・東有家村となる。
- 1889年（明治22年）4月1日 - 町村制施行により、現在の市域にあたる以下の9村が単独村制にて発足。
  - 加津佐村・口之津村・南有馬村・北有馬村・西有家村・東有家村・堂崎村・布津村・深江村
- 1927年（昭和2年）
  - 1月1日 - 東有家村が町制施行・改称により、有家町が発足。
  - 4月1日 - 西有家村が町制施行し西有家町が発足。
- 1928年（昭和3年）
  - 1月1日 - 加津佐村が町制施行し加津佐町が発足。
  - 4月1日 - 口之津村が町制施行し口之津町が発足。
- 1932年（昭和7年）1月1日 - 南有馬村が町制施行し南有馬町が発足。
- 1956年（昭和31年）9月30日 - 有家町と堂崎村が対等合併し、新町制の有家町が発足。
- 1962年（昭和37年）5月3日 - 深江村が町制施行し深江町が発足。
- 1969年（昭和44年）4月1日 - 北有馬村が町制施行し北有馬町に、布津村が町制施行し布津町が発足。
- 2006年（平成18年）3月31日 - 加津佐町・口之津町・南有馬町・北有馬町・西有家町・有家町・布津町・深江町が新設合併し市制施行。南島原市が発足。これにより、南高来郡が消滅。

## 行政

### 市長
- 市長：松本政博（2014年7月20日就任、3期目）

| 代             | 氏名     | 就任年月日    | 退任年月日    | 備考                         |
| -------------- | -------- | ------------- | ------------- | ---------------------------- |
| 初代           | 松島世佳 | 2006年5月14日 | 2010年5月13日 |                              |
| 2代            | 藤原米幸 | 2010年5月14日 | 2014年6月26日 | 加重収賄罪違反などにより逮捕 |
| （職務代理者） | 高田征一 | 2014年6月26日 | 2014年7月19日 |                              |
| 3代            | 松本政博 | 2014年7月20日 |               |                              |

### 副市長
- 副市長は2名。
- そのうちの1名を2010年（平成22年）に一般公募し、2011年（平成23年）2月に高田征一に決定、4月に就任した[8]。

### 市議会
- 定数：19人[9]
- 任期：2018年6月10日 - 2022年6月9日
- 所在地：有家庁舎

#### 会派構成[10]
| 会派                   | 議席数 |
| ---------------------- | ------ |
| 自民党明政会           | 4      |
| 自民党南創会           | 4      |
| 政研会                 | 2      |
| 日本共産党南島原市議団 | 2      |
| ふるさとクラブ         | 2      |
| 改革                   | 1      |
| 経世会                 | 1      |
| 公明党                 | 1      |
| 向日葵                 | 1      |
| 偏西風                 | 1      |

### 市庁舎
合併当初は8町分庁の総合支所方式であったが、現在は本庁機能を西有家、有家、南有馬庁舎に集約した3町分庁の分庁方式に再編している。
- 南島原市役所
  - 本庁舎（西有家庁舎）（南島原市西有家町里坊96番地2）
    - 総務部（総務課・秘書広報課・管財契約課・財政課・人事課・行革推進課）
    - 企画振興部（商工観光課・企画振興課・情報統計課）
    - 市民生活部（健康対策課・環境課・保険年金課）
    - 会計課
    - 監査委員事務局

  - 有家庁舎（南島原市有家町山川58番地）
    - 有家支所
    - 議会事務局
    - 福祉保健部（福祉事務所 / こども未来課、福祉課、保健課）
    - 農林水産部（農林課・農村整備課・水産課）
    - 農業委員会事務局
    - 水道部上水道課（有家水道管理センター）

  - 南有馬庁舎（南島原市南有馬町乙1023番地）
    - 南有馬支所
    - 水道部（上水道課・下水道課）
    - 建設部（都市計画課・管理建設課）
    - 教育委員会

  - 深江庁舎（南島原市深江町丁2150番地）
    - 深江支所
    - 水道部上水道課（深江水道管理センター）

  - 加津佐庁舎（南島原市加津佐町己3514番地）
    - 加津佐支所
    - 水道部上水道課（加津佐水道管理センター）

  - 布津庁舎（南島原市布津町乙1623番地1） - 布津支所
  - 北有馬庁舎（南島原市北有馬町戊2747番地） - 北有馬支所
  - 口之津庁舎（南島原市口之津町丙4252番地） - 口之津支所

### 県議会
- 長崎県議会南島原市選挙区、定数2

### 衆議院
- 任期 ： 2017年（平成29年）10月22日 - 2021年（令和3年）10月21日（「第48回衆議院議員総選挙」参照）

| 選挙区                                                                                        | 議員名   | 党派名     | 当選回数 | 備考   |
| --------------------------------------------------------------------------------------------- | -------- | ---------- | -------- | ------ |
| 長崎県第2区（南島原市、長崎市（旧琴海町・外海町域）、島原市、諫早市、雲仙市、長与町、時津町） | 加藤寛治 | 自由民主党 | 3        | 選挙区 |

### 警察
- 南島原警察署

### 消防
- 島原地域広域市町村圏組合消防本部
  - 南島原消防署（西有家町須川）
    - 布津分署
    - 有馬分署
    - 口之津分署

※隣接する島原市、雲仙市とともに、島原地域広域市町村圏組合に加盟している。

## 政府所管法人

### 国立研究開発法人
- 農業・食品産業技術総合研究機構（農研機構）管理本部（九州沖縄管理部口之津事業場）[12]
- 農研機構九州沖縄農業研究センター口之津カンキツ研究試験地

## 姉妹都市・友好都市
姉妹都市が日本国内に2つ、日本国外（イタリア）に1つある。このほか「友好交流都市」としての協定を結ぶ交流先が中国に1つある。

### 日本国内
- 小豆島町（香川県）
  - 1983年（昭和58年）3月1日 - 旧南有馬町が旧内海町と姉妹町盟約

島原の乱後、小豆島から多くの移住者があった縁。島原手延べそうめんのルーツには諸説あるが、この時の移住者によって小豆島のそうめん製造技術が伝えられたとする説がある。
南有馬町長らが「祖先の地」小豆島を訪問、その後1年余りで内海町との姉妹町盟約に発展。2006年、平成の大合併に伴いそれぞれ南島原市と小豆島町が発足するが、新市町の姉妹都市関係として継承された。
- 与論町（鹿児島県）
  - 2006年（平成18年）3月11日 - 旧口之津町が姉妹町協定締結[16]
  - 2006年（平成18年）6月7日 - 南島原市が姉妹盟約締結

1899年（明治32年）より与論からの集団移住が行われた縁。与論島は1898年（明治31年）の台風で壊滅的な被害を受けて飢饉に見舞われたため、多くの島民が港湾労働者募集に応じ、口之津（当時口之津港は三池炭鉱の石炭を積み出す日本最大の石炭積出港であった）に移住した（その後三池港が整備されると、与論出身者は大牟田（福岡県）・荒尾（熊本県）へと移住していく）。中学校の修学旅行やスポーツ行事などを通じての交流が行われている。移住の歴史を記憶・記念する施設として、口之津の「口之津歴史民俗資料館・海の資料館」には「与論館」が設けられている。

### 日本国外
- 福州市羅源県（中華人民共和国 福建省）
  - 1997年（平成9年）11月6日 - 「北有馬町と羅源県の友好交流展開協議書」締結[18]
  - 2007年（平成19年）11月14日 - 「南島原市と羅源県の友好交流意向書」締結[19]

1995年（平成7年）、訪中団に参加した北有馬町長が、長崎県知事（長崎県と福建省が友好県省）を通じて羅源県長と面談。1996年に羅源県長らが北有馬町を訪問して農業施設などを視察し、以後交流が行われる。1997年に日中国交正常化25周年・長崎福建省友好県省締結15周年を記念し「友好交流展開協議書」締結。2006年3月31日に合併後の交流継続を書面で確認。
自治体国際化協会では姉妹都市として数えていない。長崎県では「友好交流関係」として「県内姉妹友好都市一覧」に含めている。
- キエーティ（イタリア）
  - 2016年（平成28年）11月8日 - 姉妹都市協定締結[22]

キエーティ出身のイエズス会宣教師アレッサンドロ・ヴァリニャーノの縁。ヴァリニャーノは1579年に口之津に上陸、1580年に有馬にセミナリヨを設立し、1582年に天正遣欧少年使節を派遣した。2012年（平成24年）以後、青少年の相互交流（中学生のホームステイなど）を進め、姉妹都市協定締結に至る。

## 産業

### 農業
- 野菜 - トマト（長崎県で1番のトマト生産地）[23]、ジャガイモ、イチゴ
- 加工品 - 島原手延べそうめん

### 漁業
- 早崎瀬戸あらかぶ（カサゴ）、クルマエビ
- 漁業協同組合 - 島原半島南部漁協（口之津本所、加津佐支所、南有馬支所）、有家町漁協、西有家町漁協、布津町漁協、深江町漁協

### 観光業
- 数多くの歴史史跡がある。
- 島原半島ジオパーク
- 南島原南端の海水浴場（白浜、野田浜、前浜、マリンパークありえ）、キャンプ場
- 原城温泉、布津温泉、須川温泉、口之津温泉
- イルカウォッチング

### 特産品

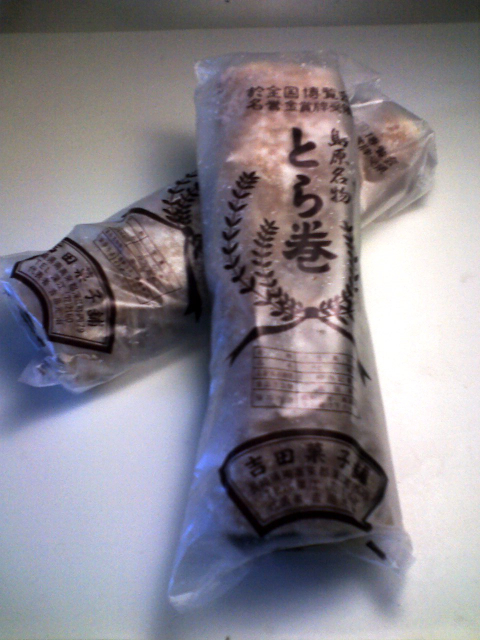
とら巻

- 島原手延べ素麺
- とら巻

## 金融
- 十八親和銀行 - 深江支店、深江中央支店、有家支店、南島原支店（有家）、北有馬出張所、西有家支店、有馬支店、口之津支店、口之津中央支店、加津佐支店
- 長崎銀行 - 口之津支店
- 郵便局（ゆうちょ銀行） - 全部で21局
集配局4局
有家郵便局、南有馬郵便局、加津佐郵便局、口之津郵便局
無集配局6局
西有家郵便局、堂崎郵便局、口之津大屋郵便局、布津郵便局、北有馬郵便局、深江郵便局
簡易郵便局11局
大野木場簡易郵便局、早崎簡易郵便局、西有家長野簡易郵便局、西有家見岳簡易郵便局、西有家竜石簡易郵便局、末宝簡易郵便局、瀬野簡易郵便局、久木山簡易郵便局、仲町簡易郵便局、南有馬吉川簡易郵便局、白木野簡易郵便局、
- 島原雲仙農業協同組合（JAバンク） - 加津佐支店、口之津支店、南有馬支店、北有馬支店、西有家支店、有家支店、布津支店、深江支店

## 教育

### 海上技術学校
- 国立口之津海上技術学校 - 国土交通省所管による独立行政法人海技教育機構によって運営。卒業者は文部科学大臣より高等学校卒業同等資格を付与される。

### 高等学校
- 長崎県立口加高等学校
- 長崎県立島原翔南高等学校

※廃校になった高等学校に関しては長崎県高等学校の廃校一覧#南島原市を参照。

### 中学校
公立のみ8校
- 南島原市立加津佐中学校
- 南島原市立口之津中学校
- 南島原市立南有馬中学校
- 南島原市立北有馬中学校

- 南島原市立西有家中学校
- 南島原市立有家中学校
- 南島原市立布津中学校
- 南島原市立深江中学校

### 小学校
公立のみ13校+分校2校（2021年（令和3年）4月時点）
- 南島原市立布津小学校
- 南島原市立飯野小学校
- 南島原市立深江小学校
  - 馬場分校
  - 諏訪分校
- 南島原市立小林小学校

- 南島原市立大野木場小学校
- 南島原市立野田小学校
- 南島原市立加津佐小学校
- 南島原市立口之津小学校
- 南島原市立南有馬小学校
- 南島原市立有馬小学校

- 南島原市立西有家小学校
- 南島原市立有家小学校
- 南島原市立堂崎小学校

※規模適正化により、統廃合された小学校に関しては、長崎県小学校の廃校一覧#南島原市を参照。

### 幼保連携型認定こども園
- 南島原市立北有馬こども園
- 有家たちばなこども園
- 南島原しんきりこども園（旧名称：新切保育園）
- たちばなこども園
- 深江幼稚園

### 幼稚園
- 南島原はらじょうこども園（旧名称：原城幼稚園）

### 保育所
- 白百合保育園
- 愛宕保育園
- ともしび保育園
- 野田保育園
- 玉峰保育園
- あやめ保育園
- 口之津保育園
- ひかり保育園

- 須川保育園
- 新切保育園
- 長野保育園
- 見岳保育園
- 竜石保育園
- 文華保育園
- 若草保育園
- 寺田保育園
- 恵光保育園

- 有家保育園
- 小林保育園
- 木場保育園
- 瀬野保育園
- 山陰保育園
- 深江保育園
- 大江保育園
- 西有家保育園
- 若木保育園

## 施設

### 市立図書館
- 有家図書館
- 加津佐図書館
- 口之津図書館

- 原城図書館
- 深江図書館
- 西有家図書館

### スポーツ施設
- 北有馬田平体育館
- 北有馬坂下体育館
- 南有馬体育館
- 南有馬運動公園グラウンド
- 南有馬運動公園テニスコート
- 南有馬運動公園プール
- 南有馬武道館
- 口之津中学校グラウンド夜間照明
- 口之津相撲場
- 口之津簡易テニスコート
- 口之津運動広場
- 口之津プール

- 口之津体育館
- 口之津第1体育館
- 口之津第2体育館
- 口之津第3体育館
- 深江運動場
- 深江体育館
- 深江弓道場
- 深江柔剣道場
- 深江船津トレーニング場
- 布津グラウンド
- 布津ふるさと道場

- 布津テニスコート
- 有家総合運動公園
- マリンパークありえ
- ありえ俵石自然運動公園
- 有家弓道場
- 有家柔剣道場
- 有家中学校屋外運動場夜間照明施設
- 有家東部地区トレーニングセンター
- みそ五郎の森総合公園
- 西有家B&G体育館・プール
- 北有馬ふれあい交流広場

## 交通

### 航空
- 最寄り空港は長崎空港。

### 鉄道
鉄道は存在しない。現在の最寄り駅は島原鉄道の鉄道路線の終着である島原港駅（島原市）。なお、2008年（平成20年）3月31日までは同路線が市内を通り以下の駅があった。
- 島原鉄道線（2008年、一部区間廃止）
  - 瀬野深江駅 - 深江駅 - 布津新田駅 - 布津駅 - 堂崎駅 - 蒲河駅 - 有家駅 - 西有家駅 - 龍石駅 - 北有馬駅 - 常光寺前駅 - 浦田観音駅 - 原城駅 - 有馬吉川駅 - 東大屋駅 - 口之津駅 - 白浜海水浴場前駅 - 加津佐駅

なお、島原市にあった「南島原駅」は、南島原市ではなく、島原市にあったが度々間違われたため2019年（令和元年）10月1日に島原船津駅に改称された。

### バス路線
全路線が島原鉄道により運行。市内各地のほか雲仙市、諫早市と南島原市を結ぶ路線がある。また、前述の鉄道線の廃線に伴う代行輸送として、島原駅～有家・加津佐間の路線もある。
かつては長崎県交通局の路線もあったが、全廃された。

### 道路
- 地域高規格道路
  - 島原道路（がまだすロード）

#### 一般国道
- 国道57号
- 国道251号
- 国道389号

#### 県道
主要地方道
- 長崎県道30号小浜北有馬線
- 長崎県道47号雲仙西有家線

一般県道
- 長崎県道130号加津佐停車場山口線
- 長崎県道132号雲仙有家線
- 長崎県道133号雲仙深江線
- 長崎県道209号山口南有馬線
- 長崎県道217号矢次南有馬線

#### 道の駅
- ひまわり

### 航路
島原半島最南端である当市からは、対岸の熊本県・天草地方を結ぶフェリー航路が存在する。
- 島鉄フェリー
  - 口之津港 - 鬼池港（熊本県天草市）
- 湯島商船

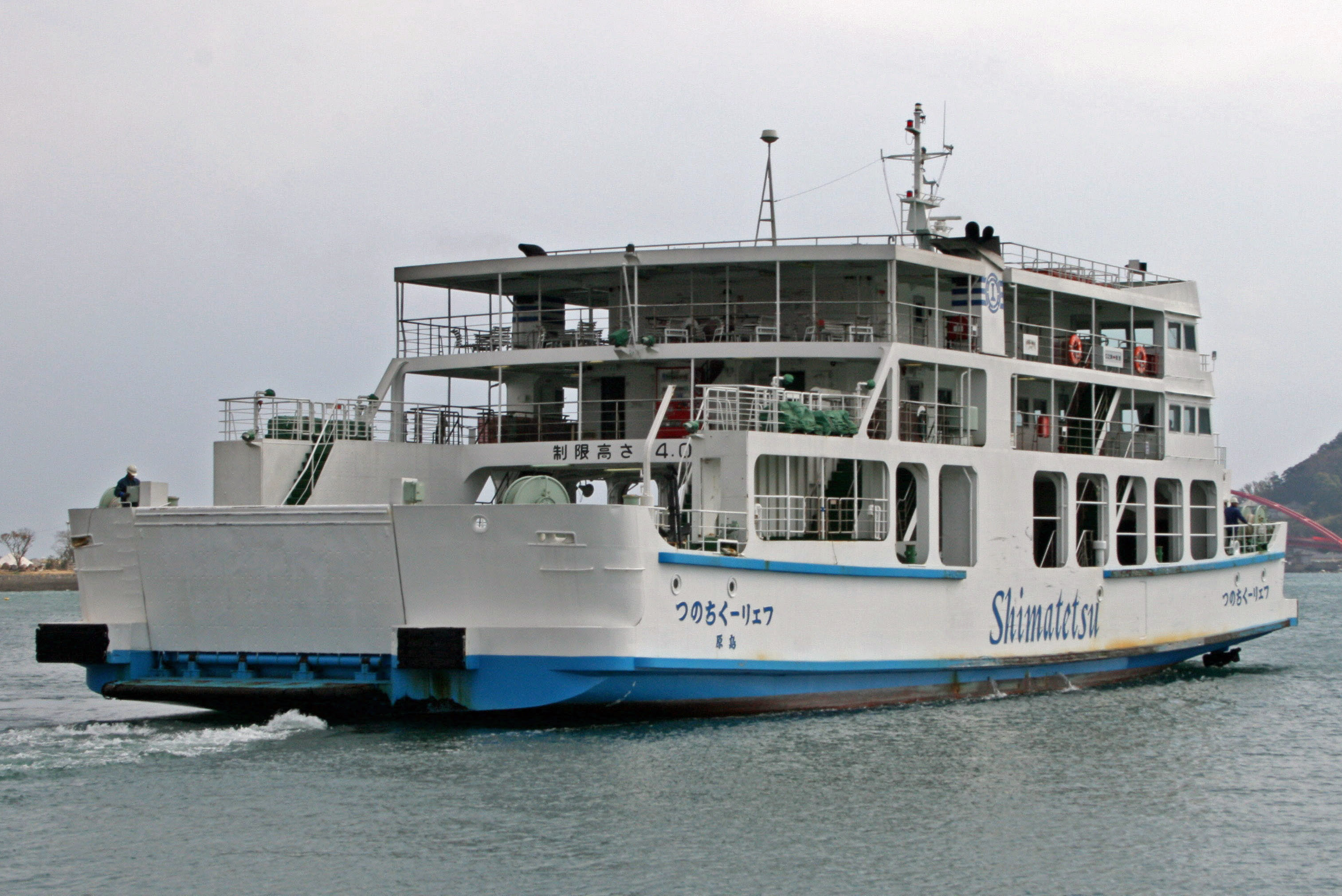
島鉄フェリー（口之津港）

  - 須川港（西有家） - 湯島（熊本県上天草市）

## 名所・旧跡・観光スポット・祭事・催事

### 名所・旧跡・観光スポット
- 深江城跡
- 日野江城跡

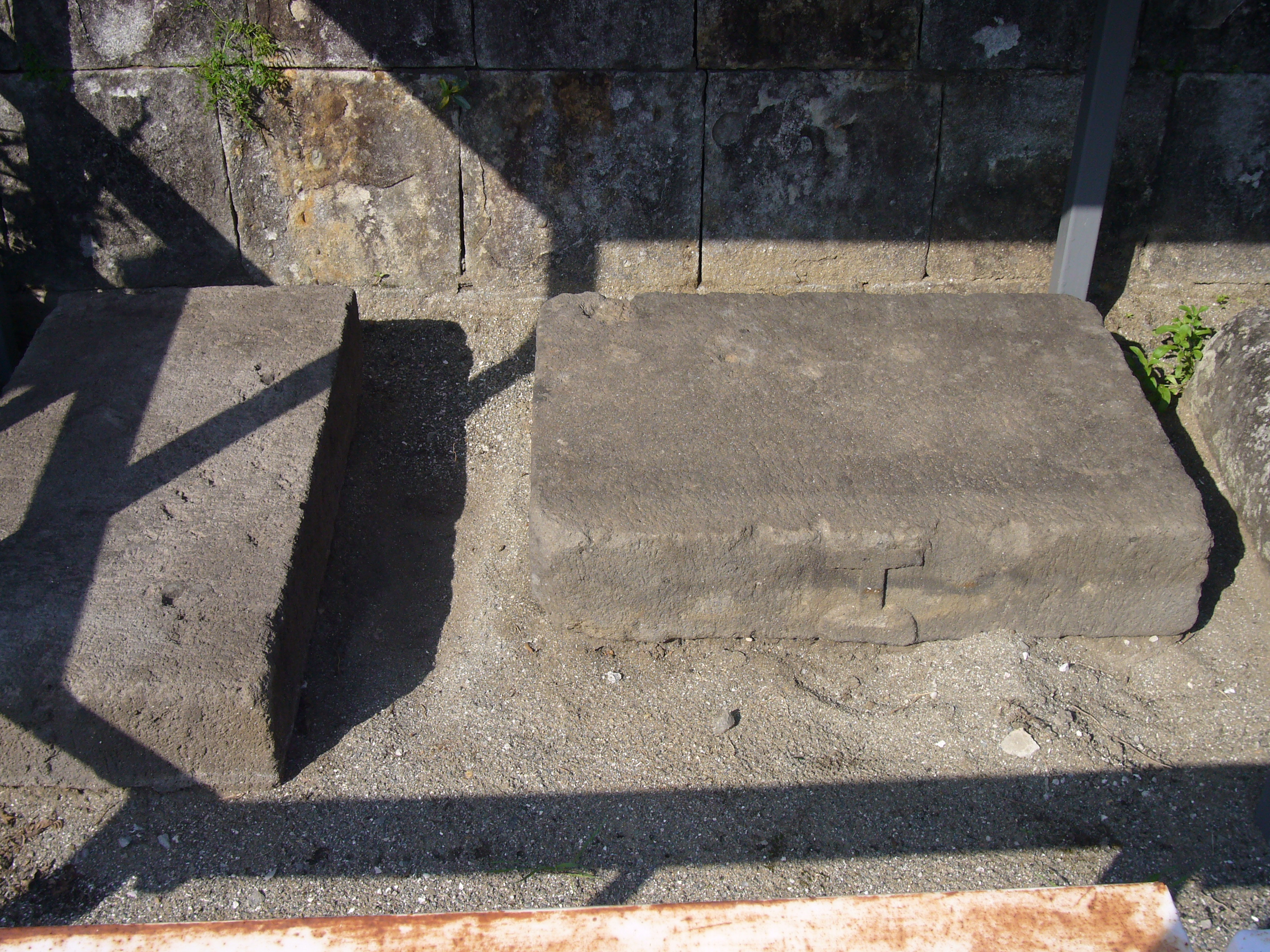
南島原市加津佐町須崎にあるカルワリオ十字紋が入った平蓋（ひらふた）石型のキリシタン墓碑。

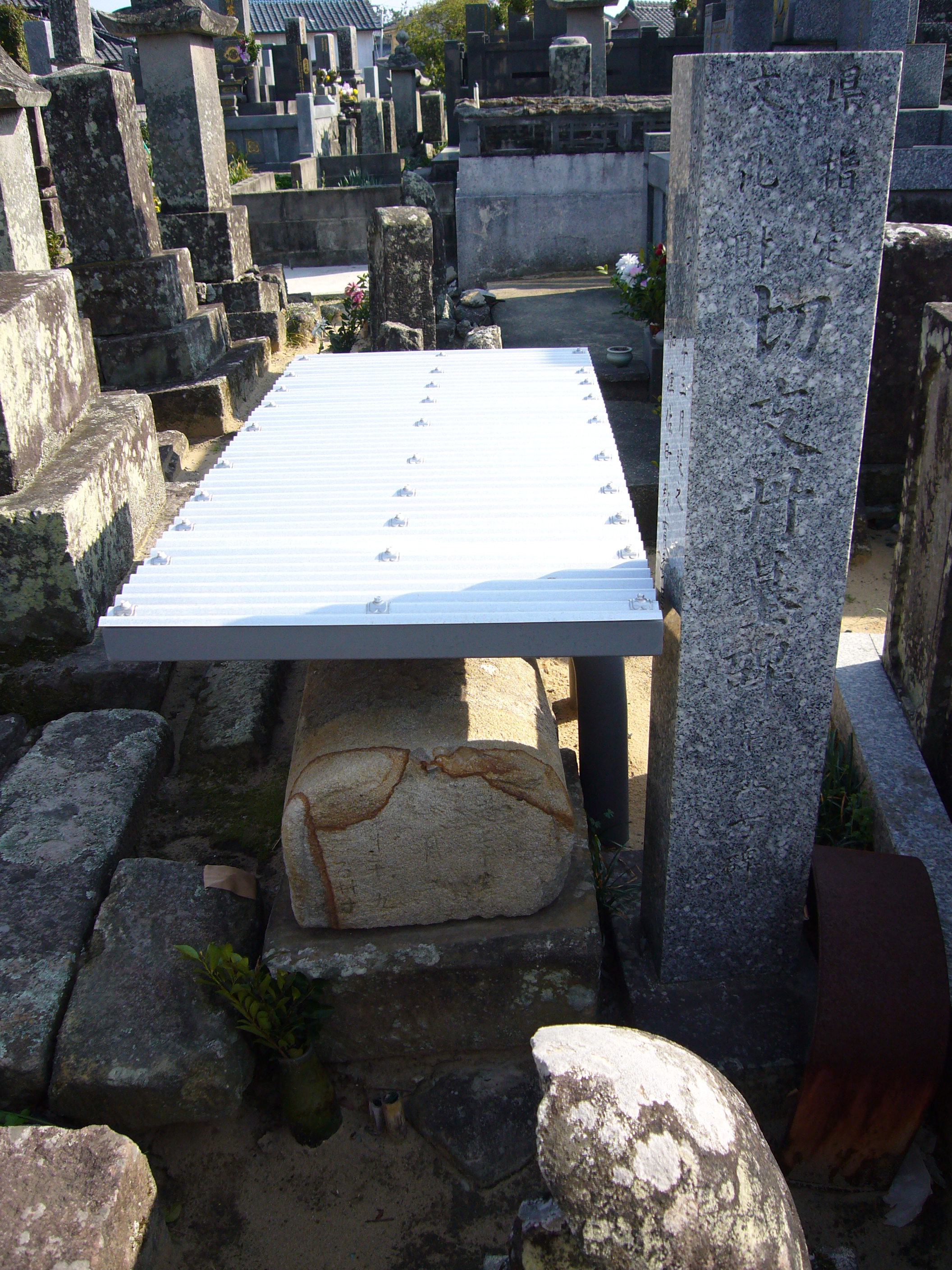
南島原市加津佐町須崎にある半円筒寝棺（はんえんとうねかん）型のキリシタン墓碑。「慶長十八年」（1613年）との草書体銘文が刻まれている。

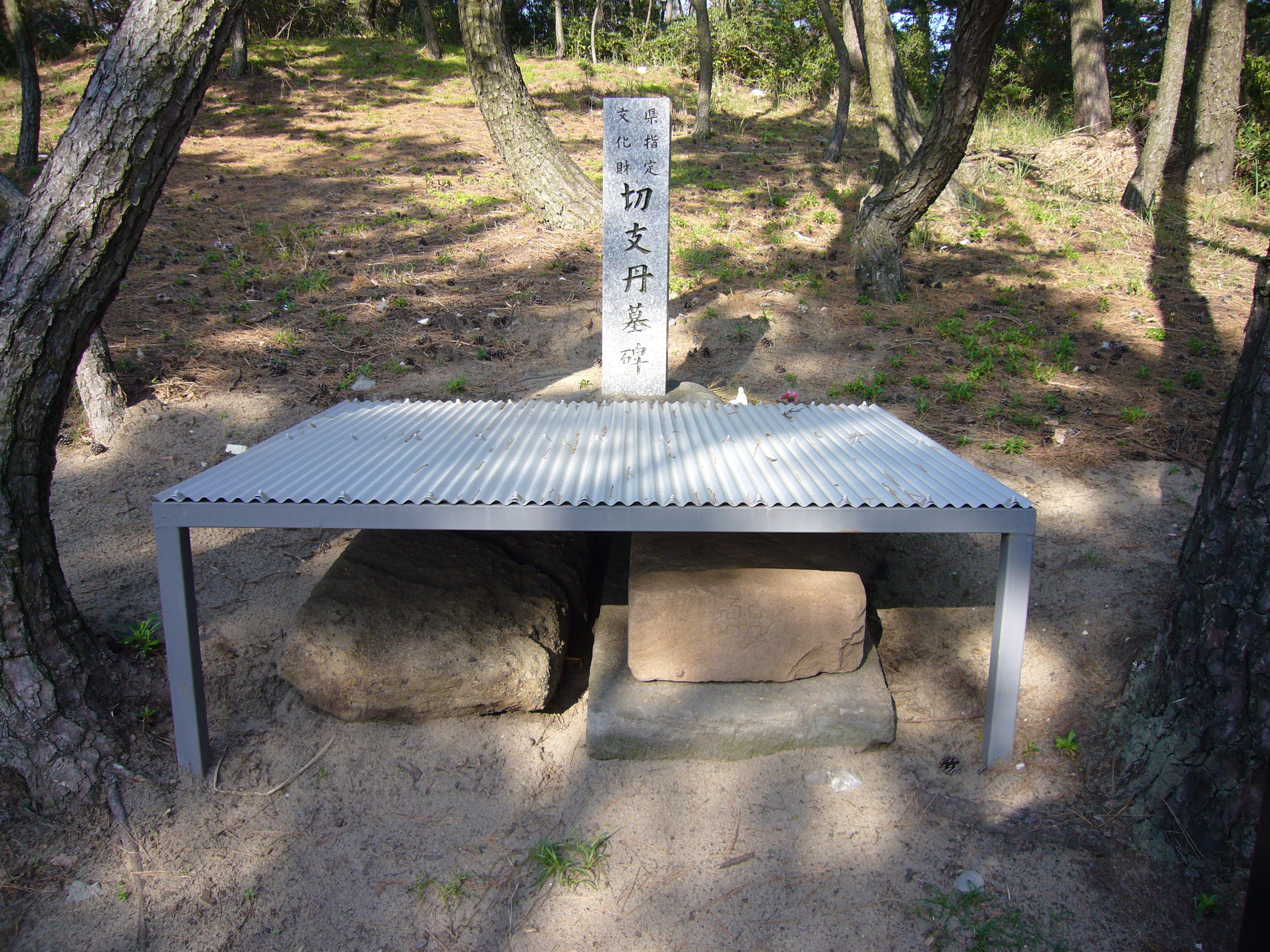
南島原市加津佐町砂原（さはら）にある扁平蓋（へんぺいふた）石型のキリシタン墓碑。正面軸部に花十字紋がみえる。

- 旧大野木場小学校（1991年の火砕流により破壊された学校を保存）
- 俵石展望所
- キリシタン史跡公園
- 鮎帰りの滝
- 羅漢槙
- 戸ノ隅公園
- 戸ノ隅の滝
- セミナリヨ跡
- コレジョ跡
- 原城跡（国の史跡）
- 天草四郎の墓
- 西望公園・西望記念館
- 原城温泉「真砂」（温泉施設）
- 古野いこいの広場
- シーサイドパーク
- 口之津公園
- 開田公園
- 瀬詰崎公園
- 早崎自然公園
- 口之津灯台
- 瀬詰崎灯台
- 白浜海水浴場
- かづさ釣りランド
- 前浜海水浴場

#### 百選
- 谷水棚田（日本の棚田100選）
- 野田浜（日本の白砂青松100選）

### 祭事・催事
- ありえ浜んこら祭り: 8月
- みそ五郎まつり: 11月第1土曜日、日曜日
- 年越しそうめん
- 原城マラソン: 2月

## 著名な出身者
- 岡部まり - タレント
- 北村西望 - 彫刻家
- 久間章生 - 政治家・初代防衛大臣
- 小嶺忠敏 - 高校教員、元サッカー選手、サッカー指導者
- 高木琢也 - 元サッカー選手、サッカー指導者
- 吉岡雅和 - サッカー選手
- 野原将志 - 元プロ野球選手
- 常盤山小平治 - 大相撲力士
- 佐田の富士哲博 - 大相撲力士
- 本多市郎 - 政治家・国務大臣
- 氏原ワタル - ミュージシャン（DOESボーカル・ギター）
- 江越大賀 - プロ野球選手（阪神タイガース→北海道日本ハムファイターズ）
- 中村法道 - 政治家（元長崎県知事）
- 林田浩一 - 西日本鉄道社長